# 渡辺弓絵
渡辺 弓絵（わたなべ ゆみえ、1978年8月28日 - ）は、日本のAV女優。東京都出身。血液型はO型。

## 主な出演作品
2002年
- 女ハ男ヲ目デ犯ス。（2月20日、ワープエンタテインメント）
- 酔娘伝 全集 VOL.1（3月16日、桃太郎映像出版）
- 巨乳マンション ～息子の嫁は淫乱Fカップ～（8月9日、ワープエンタテインメント）
- 蛇縛の集団虐獄（9月8日、アタッカーズ）
- Dカップ家庭教師DX2（11月15日、メディアバンク）

2003年
- 人妻肉合戦（5月18日、宇宙企画）
- 悶絶縄中毒 調教ファイル1（6月20日、トライハート）
- 第3話 記憶喪失くんの桃色入院ライフ!! BOY MEETS GIRLS（7月16日、ワープエンタテインメント）

2004年
- 人妻中出し180（1月9日、隼エージェンシー）
- 新 素人人妻トリプルA8（5月14日、ルビー）
- ブチギレ!!（9月15日、ワープエンタテインメント）
- お姉系… 責め好き「まどか＆弓絵」は好きですか?（11月12日、笠倉出版社）

2005年
- 巨乳 乱れ4時間（1月7日、GLAY'z）
- 女教師PREMIUM 巨乳先生12人とボクの秘密（4月22日、ビースバル）
- 近親相姦シリーズ特別編 上巻 美人巨乳三姉妹（12月10日、グローリークエスト）

2006年
- 近親相姦シリーズ特別編 中巻 美人巨乳三姉妹（1月18日、グローリークエスト）
- 近親相姦シリーズ特別編 下巻 美人巨乳三姉妹（2月13日、グローリークエスト）
- 熟妻遊戯（9月10日、映天）

2007年
- 不倫な団地妻2 淫らなボディの隣りの奥さん（5月26日、ルビー）
- 性 嫁をレイプした義父/教え子に性的いたずらした教師（7月4日、FAプロ）
- 夢想（10月16日、キャンドゥ）

2008年
- 働きマ○コ（2月29日、ビースバルプロモーション）
- もしもアナタが…こ～んなエロいおネェさまたちが住む集合住宅に引っ越したら？（3月13日、カルマ）
- ホーニーワールド 141（4月16日、キャンドゥ）

2010年
- 童貞喰い熟女の絶品筆下ろし（11月20日、ネクスト）